# Concattedrale di Santa Maria Assunta (Giovinazzo)
La cattedrale di Santa Maria Assunta è il duomo di Giovinazzo e una concattedrale della diocesi di Molfetta-Ruvo-Giovinazzo-Terlizzi. 
È monumento nazionale italiano.

## Storia

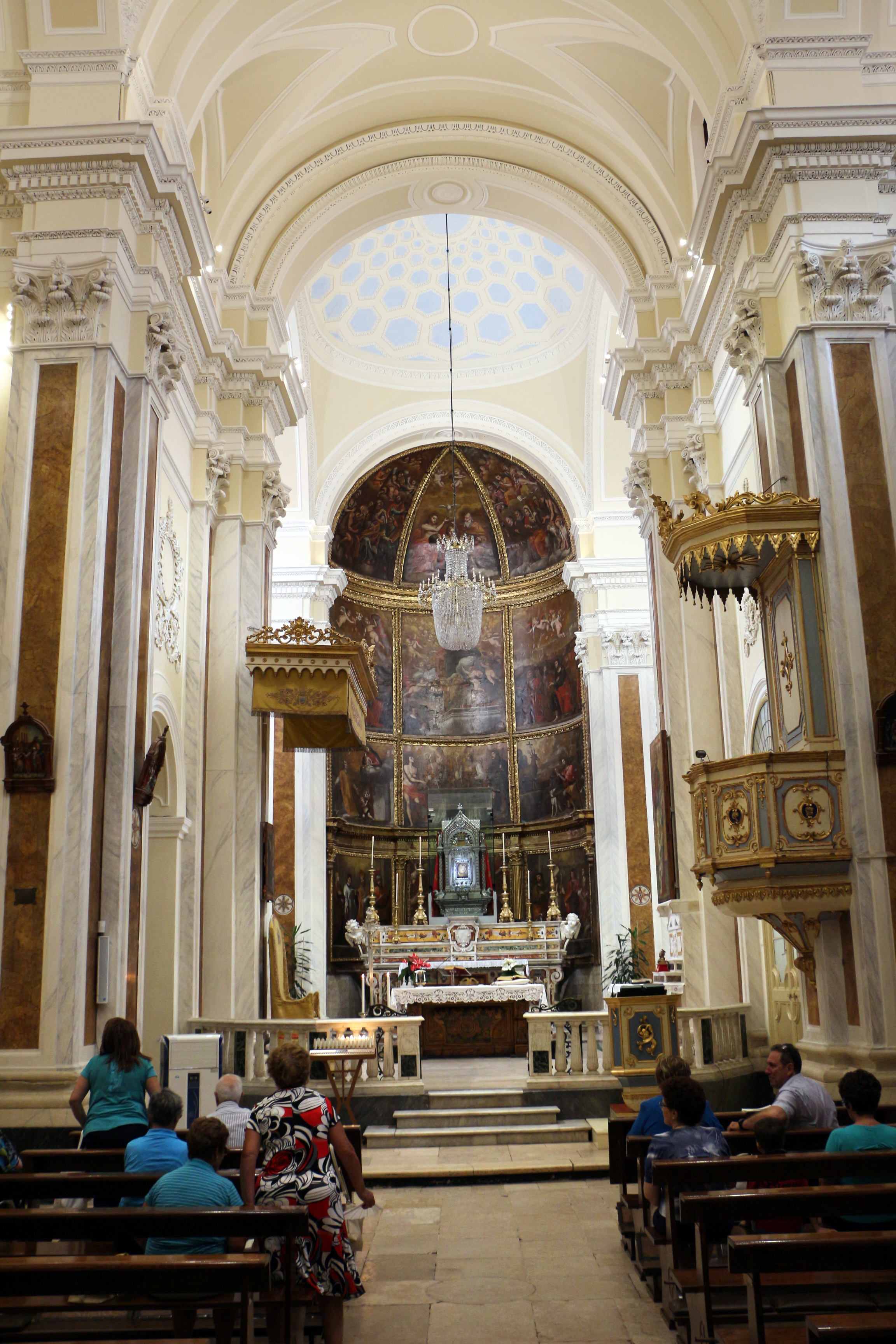
Interno della cattedrale.

L'attuale cattedrale, che sorge sul luogo di un edificio più antico, chiamato dalle fonti Santa Maria de Episcopio, fu costruita nel corso del XII secolo in età normanna, databile tra il 1125 (inizio della costruzione della cripta) ed il 1180 (completamento della chiesa superiore). L'edificio fu consacrato solo un secolo più tardi, il 23 maggio 1283. La cattedrale romanica era a tre navate suddivise da colonne, con soffitto a capriate, falsi matronei e pavimento musivo. Di questa chiesa restano oggi poche tracce, a causa dei lavori di ristrutturazione dell'edificio nel corso del Settecento (tra il 1730 ed il 1752 sotto il vescovo Paolo de Mercuzo), che hanno portato al totale rifacimento degli interni secondo il gusto barocco: appartengono all'antica chiesa romanica il prospetto posteriore, chiuso tra due torri campanarie (di cui la più piccola però è del Seicento), parte della zona del presbiterio e la cripta.

## Descrizione

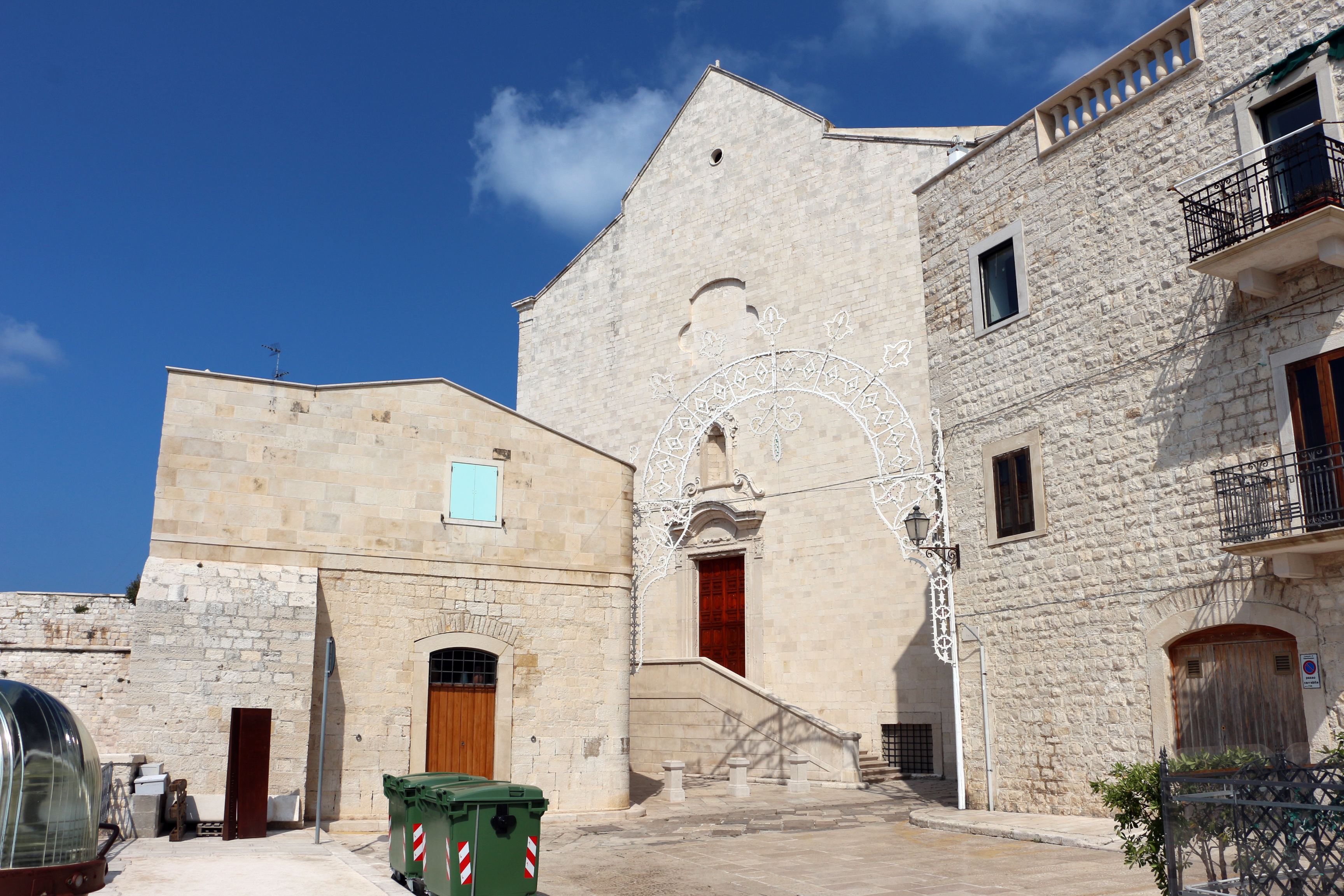
Entrata della cattedrale.

All'interno la chiesa è a tre navate suddivise da pilastri, con ampio transetto, tre cappelle laterali per lato, ed ampio altare maggiore. L'abside è completamente ricoperta da tele del pittore giovinazzese Carlo Rosa del 1676, che raffigurano Maria Assunta ed altri santi. Nel braccio destro del transetto e nell'area presbiteriale, nel corso dei lavori di restauro degli anni Novanta del secolo scorso, sono state riportate alla luce tracce di mosaici dell'antica pavimentazione romanica della cattedrale, databili alla fine del XII secolo.
Gli altari delle cappelle laterali sono dedicati al Santissimo Sacramento, a Santa Maria delle Grazie, al beato Nicola Pagla, al Crocifisso, a Santa Maria di Loreto e a San Francesco Saverio. La più importante è la cappella del Santissimo Sacramento, edificata nel 1768 da Gennaro Sammartino e di Crescenzo Tronchese. Di particolare pregio storico-artistico sono due tavole: una duecentesca, di fattura bizantina, raffigurante la Madonna di Corsignano; e l'altra quattrocentesca raffigurante il Redentore.
Dalla navata di sinistra si scende nella cripta, la parte più antica della cattedrale. Essa è composta di 10 colonne di spoglio e 12 pilastri sporgenti dai muri perimetrali. Lastre tombali sono presenti nelle pareti e nel pavimento; fra queste quella del giovane Antonio Sindolfi del 1386.

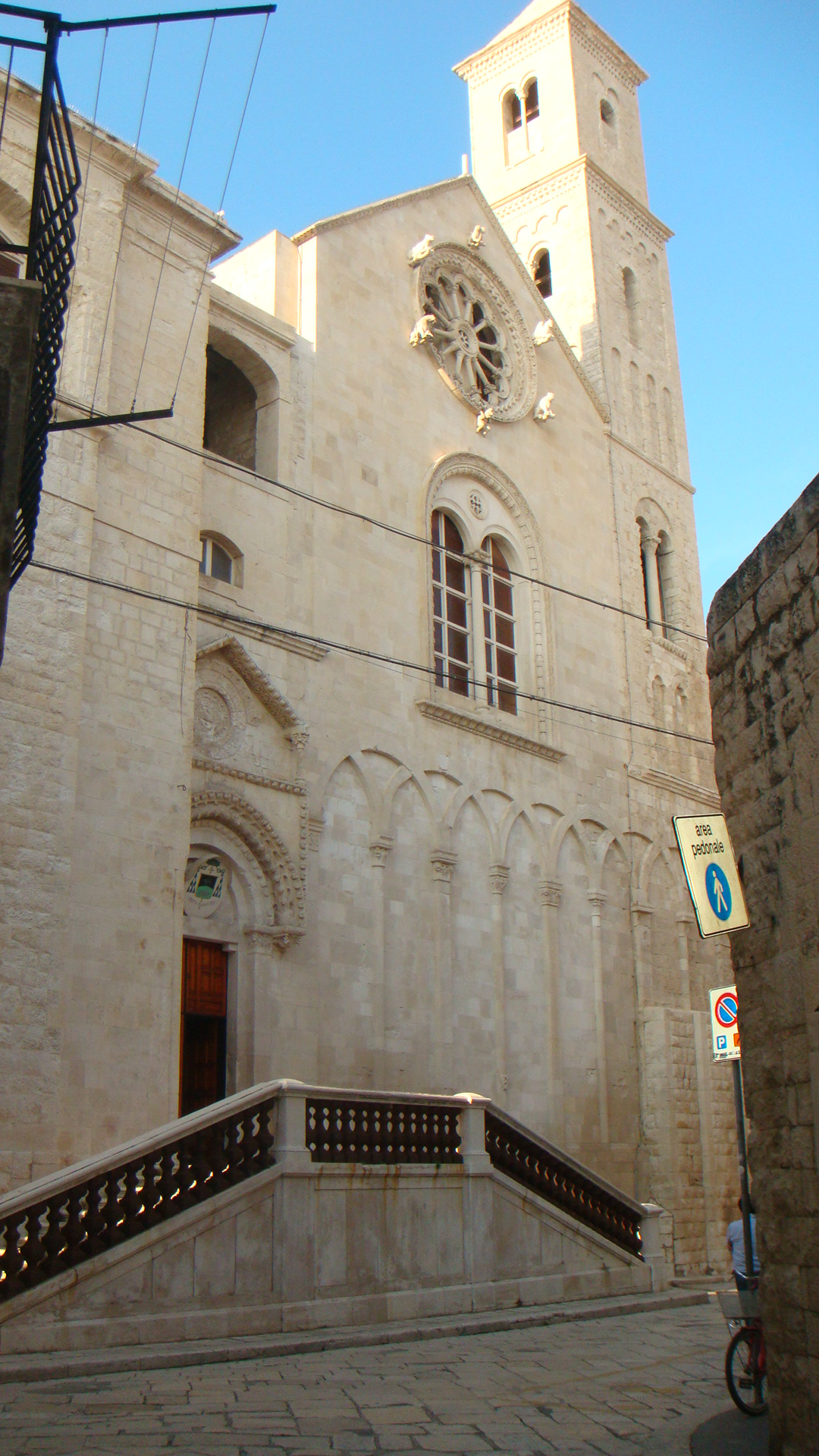
Entrata laterale della chiesa.

### Fonti storiche
- Raffaella Cassano e Sergio Leonardi ·, Cattedrali di Puglia, una storia lunga duemila anni, illustrazioni di Nicola Amato, Sergio Leonardi, Bari (BA), Cosimo Damiano Fonseca, ISBN 9788880824336. URL consultato il 4 gennaio 2025.
- E. De Cillis, La cattedrale di Giovinazzo. Restauri e rinvenimenti, in Cultura e società in Puglia in età sveva e angioina, a cura di F. Moretti, Atti del Convegno di Studi (Bitonto 1987), Bitonto (BA),  pp. 327-364. URL consultato il 4 gennaio 2025.